# Carex jacens
Espèce
Classification phylogénétique
Carex jacens est une espèce de plantes du genre Carex et de la famille des Cyperaceae.